# Королевская академия искусств (Гаага)
Королевская академия искусств (нидерл. Koninklijke Academie van Beeldende Kunsten, KABK) — учебное заведение в Гааге, городе на западе Нидерландов, столице Южной Голландии, резиденции нидерландского правительства, парламента и королевского двора. Академия предлагает программы бакалавриата, магистратуры и докторантуры по различным направлениям современного искусства и дизайна.

## История
Королевская академия искусств в Гааге была основана 29 сентября 1682 года несколькими членами независимого «Братства живописцев» (нидерл. Confrerie Pictura): Виллемом Дудейнсом, Даниэлем Мейтенсом Младшим, Теодором ван дер Схейром, Робертом Дювалем и Августином Тервестеном как «Гаагская академия рисования» (Haagsche Teeken-Academie). Вечером проходили занятия по рисованию с натуры, а в субботу общество проводило лекции и дискуссии об искусстве. Дудейнс был первым директором академии и её куратором в последующие годы.
Академия является старейшей в Нидерландах и одной из старейших в мире. Она была учебной площадкой для ряда значительных художников Гаагской школы живописи; стала частью художественного движения голландского импрессионизма и была причастна к деятельности художников Золотого века голландской живописи.
В XVIII веке Гаагская академия была процветающим учреждением, но конец XVIII века стал трудным временем из-за отсутствия финансовой поддержки. Около 1800 года в академии было менее десяти учащихся.
При короле Вильгельме I Нидерландском в академию вернулась финансовая поддержка, и старый институт снова вырос. В 1821 году произошло объединение академии с недавно созданной Школой гражданского строительства. После размещения в Коренбёрсе и Ботервааге в 1839 году, новое неоклассическое здание, расположенное на Принцессеграхте, было спроектировано городским архитектором Зегером Рейерсом (1790—1857).
В XIX веке в Гаагской академии обучались художники Йоханнес Босбом, Исаак Исраэлс, Виллем Марис, Ян Хендрик Вейсенбрух и Георг Хендрик Брейтнер. В 1937 году Й. Х. Плантенгой было спроектировано новое здание академии на месте старой постройки неоклассического стиля.
В 1990 году Королевская академия объединилась с Королевской консерваторией Гааги в «Школу визуальных искусств, музыки и танца». В 2010 году правительство Нидерландов повысило статус объединеённых учреждений до «Университета искусств в Гааге». Однако оба учреждения до сих пор носят свои первоначальные названия, чтобы подчеркнуть своё историческое значение.
Хотя обучение на протяжении большей части XIX века было строго ориентировано на классическую учебную программу, в конце XIX века академия открылась для модернизма. Под влиянием германского Баухауса академия постепенно сместила интересы в сторону современного искусства и промышленного дизайна. В образовании резко возросло внимание к новым технологиям и новым медиа. В то время в академии доминировали преподаватели авангарда, такие как Геррит Кильян (1881—1961), Пауль Шуйтема (1897—1973), Пауль Ситроен (1896—1983) и Кор Алон (1892—1967). Академия расширила свою учебную программу как одна из первых голландских школ, обучая в области промышленного дизайна.
В 1957 году в ознаменование 250-летнего существования академии ей был присвоен статус «королевской».
В настоящее время Гаагская академия поддерживает тесные связи в своей учебной программе со своим материнским учреждением, Университетом искусств Гааги (HDK), а также с Лейденским университетом под названием «Академия творческих и исполнительских искусств» (ACPA). В результате студенты могут посещать несколько факультативных занятий из всех учреждений, входящих в эту группу. Кроме того, 68 % студентов академии являются иностранцами, и академия высоко ценит интернационализацию обучения. Везде, где это возможно, в структуре учебной программы используются международные методики.